# Orthoténie
L'orthoténie est une théorie ufologique avancée par Aimé Michel en 1958 qui postule que, sur une courte période de l'ordre de 24 heures, les observations d'objets volants non identifiés (ovni) sont alignées, à la surface de la Terre, le long de grands cercles. Après sa réfutation définitive en 1976, une seconde théorie de même nature, dite de l'isocélie, est proposée en 1978, avant d'être abandonnée à son tour en 1981.

## Bavic et la genèse de l'hypothèse
Dans un ouvrage publié en 1958, l'ufologue français Aimé Michel pense avoir identifié ce qui deviendra le plus connu des alignements orthoténiques : la ligne dite « Bavic » (pour « Bayonne-Vichy »). Cet acronyme désigne la ligne droite (grand cercle), longue de 485 kilomètres, joignant ces deux villes. Michel remarque que, sur neuf observations d'ovni relevées dans la presse au cours de la seule journée du 24 septembre 1954, six (Bayonne, Lencouacq, Tulle, Ussel, Gelles, Vichy) sont dans un alignement quasi parfait une fois reportées sur une carte,. Il repère également de nombreux autres alignements, tel celui du 15 octobre 1954, où cinq observations sont localisées sur une droite, longue de 1 100 kilomètres, allant de Southend (Angleterre) à l'embouchure du Pô (Italie). Il pose ainsi les bases de la théorie de l'orthoténie.
Selon Michel, Jacques Bergier aurait été son inspirateur au cours d’une discussion amicale : « "Ce qui serait amusant, ce serait de trouver un jour quelque chose comme ceci". Et il traça sur la nappe de la table du restaurant où nous déjeunions une dizaine de lignes droites se coupant au même point et présentant l’image d’une toile d’araignée, ou d’une roue avec ses rayons. »
Dans le monde, d'autres chercheurs en ufologie se penchent à leur tour sur cette hypothèse et y ajoutent leurs contributions, tels le brésilien Olavo Teixeira Fontès, l'argentin Christian Vogt, l’espagnol Antonio Ribera ou l'américain Alexander Mebane, qui y intègre les données de la vague d'observations américaines de 1957. Mebane établit un modèle mathématique qui suggère que, sur un ensemble de 9 observations, l'alignement de 3 ou 4 points sur une droite peut relever du simple hasard, mais que la probabilité que 6 soient alignés se situe entre 1/500 000 et 1/400 000 000.

## Critique et réfutation de l'orthoténie
Bien que paraissant sérieusement étayée, cette théorie provoque naturellement de nombreuses critiques plus ou moins justifiées. En 1964, se basant sur les calculs de Mebane, l'astronome Donald Menzel attaque vigoureusement l'argumentation d'Aimé Michel. Mais Menzel étant connu pour ses positions radicalement anti-ufologiques, son argumentation ne retient pas l'attention. 
En 1966, Jacques Vallée étudie à son tour la question en utilisant ses compétences et ses moyens en matière d’informatique. A l’aide de l’ordinateur de l’université de Chicago, il simule une vague d’observations et démontre que presque tous les alignements relèvent du hasard, mais que toutefois quelques-uns échappent aux probabilités. Finalement, c'est en 1976, en recherchant la trace des observations à l'origine de Bavic dans les journaux locaux de l'époque, que l'ufologue Michel Jeantheau s'aperçoit que plusieurs dates sont erronées, ramenant l'alignement des quelques observations s'étant réellement produites le 24 septembre 1954 dans les limites d’un simple hasard. Les fondements de la théorie de l’orthoténie s’en trouvent réduits à néant.

## Isocélie

### L'hypothèse
Malgré ce coup qui paraît fatal, la théorie de l'orthoténie refait surface en 1978, dans une variante développée par Jean-Charles Fumoux nommée « isocélie ». Dans plusieurs publications, il prétend démontrer scientifiquement que les observations d'ovni se répartissent géographiquement suivant un réseau de triangles isocèles. Selon ses recherches, se basant sur le relevé de 76 lieux d’atterrissages d’ovni observés entre le 26 septembre et le 18 octobre 1954, on peut déterminer le tracé de 1 877 triangles isocèles égaux. Une génération de points due au seul hasard ne produit qu’une moyenne de 1 625,5 triangles. La différence significative de 251,5 triangles n’a qu’une chance sur mille d’être due au hasard. La conclusion de l’auteur est qu’une telle répartition régulière est nécessairement le fait d’une pensée intelligente. Séduit par cette théorie, Jean-François Gilleproduit en 1980 une analyse mathématique, reprise et publiée par l’ingénieur Maurice Chatelain,. Ils concluent « que le nombre des triangles isocèles engendrés par le réseau des atterrissages réellement rapportés soit dû au hasard est inférieur à un sur dix milliards de milliards ».

### La réfutation
Le premier reproche fait aux tenants de l’isocélie est de même nature que celui ayant conduit à l’abandon de la théorie initiale de l’orthoténie et porte sur le manque flagrant de fiabilité des observations retenues :
« Tous ceux qui se sont penchés sur les coupures de presse relatant des observations ont pu constater à l'occasion, que ces comptes rendus étaient souvent incohérents entre eux, imprécis, voire erronés ou fantaisistes et avaient parfois été rédigés sans la moindre vérification. »
Une analyse mathématique et statistique approfondie et rigoureuse, menée par le GEPAN (CNES) au printemps 1981, démontre que, même en ne tenant pas compte des réserves évoquées ci-dessus sur l’absence de fiabilité des 76 points retenus : « Quel que soit le type de simulation et l'échantillon de "quasi-atterrissages" considéré, le hasard seul suffit à expliquer les résultats trouvés ». Pour sa part, le magazine Science et Vie publie en novembre 1981, dans un article rédigé par Michel Rouzé, les résultats d'une étude réalisée par Dominique Caudron qui aboutit aux mêmes conclusions. Comme le note le journaliste à la fin de son article :
« Que conclure de tout cela ? Rien en ce qui concerne la réalité ou la non-réalité des OVNI, ou l’origine extraterrestre de leurs occupants. Simplement l’isocélie, après d’autres tentatives d’appuyer sur une démonstration scientifique la croyance en ce genre de phénomènes, s’effondre à son tour devant une vérification raisonnable. »